# Fibigia lunarioides
Fibigia lunarioides är en korsblommig växtart som först beskrevs av Carl Ludwig von Willdenow, och fick sitt nu gällande namn av Robert Sweet. Fibigia lunarioides ingår i släktet Fibigia och familjen korsblommiga växter. Inga underarter finns listade i Catalogue of Life.